# Балакирев, Николай Михайлович
Никола́й Миха́йлович Бала́кирев (18 декабря 1922, село Решетиха, Нижегородская губерния, РСФСР — 29 мая 2001, город Обнинск, Калужская область) — советский летчик-штурмовик, полковник. Участник Второй мировой войны. Герой Советского Союза (1944). Участник исторического Парада Победы на Красной площади 24 июня 1945 года.

## Биография
Николай Балакирев родился 18 декабря 1922 года в селе Решетиха Нижегородской губернии в семье рабочего. Окончил школу № 20 города Дзержинска Нижегородской области. До 1940 года занимался в аэроклубе имени Н. П. Каманина, в 1940 году был призван в Красную Армию. В 1941 году окончил Энгельсскую военную школу лётчиков. Работал летчиком-инструктором, в 1941—1942 годах переучивался на самолете-штурмовике.
В декабре 1942 года совершил первые боевые вылеты на Ил-2 в боях под Воронежем. До победы над Германией во Второй мировой войне воевал в составе 16-й воздушной армии на Центральном, Брянском, Белорусском и 1-м Белорусском фронтах, участвовал в Воронежско-Касторненской наступательной операции, Курской битве, освобождении Украины, Белоруссии, Польши, боях на территории Германии. Был ранен. Член ВКП(б) с 1943 года.
Как летчик-штурмовик участвовал в пятнадцати воздушных боях с истребителями противника, из которых всегда уходил
победителем. Как снайпер-штурмовик Балакирев выходил на самые ответственные боевые задания: полёты на свободную «охоту», уничтожение паровозов, самолётов, штабных машин и т. п.
К февралю 1944 года совершил 196 боевых вылетов на штурмовике ИЛ-2 и лично сбил 16 самолетов противника и уничтожил большое количество боевой техники и живой силы врага.
В 1944 году был старшим лейтенантом, командиром эскадрильи 218-го штурмового авиационного полка.
Командир полка Николай Лысенко так характеризовал Балакирева:
…Он является одним из примерных офицеров-лётчиков в полку, пользуется громадным авторитетом. Имеет богатый опыт вождения групп от десяти до двадцати самолетов. Группы водит в бой смело и решительно. Всегда точно выходит на заданную цель. Цели обрабатывает тактически грамотно, показывает образцы мужества и геройства. Повседневно учит молодой лётный состав мастерству штурмовых ударов.
Звание Героя Советского Союза старшему лейтенанту Н. М. Балакиреву присвоено 1 июня 1944 года за 189 боевых вылетов на штурмовике ИЛ-2, нанесение большого урона противнику и проявленные при этом отвагу и мужество.
Принимал участие в историческом Параде Победы на Красной площади 24 июня 1945 года.
После окончания войны продолжил службу в ВВС. В 1952 году окончил Военно-воздушную академию. В 1952—1956 и 1966—1976 годах жил в Оренбурге и преподавал в Оренбургском высшем военном авиационном училище лётчиков имени И. С. Полбина.
С 1976 года жил и работал в городе Обнинске Калужской области.
Умер 29 мая 2001 года.

## Награды
- Медаль «Золотая Звезда» Героя Советского Союза
- Орден Ленина
- Три ордена Красного Знамени
- Орден Александра Невского (СССР)
- Два ордена Красной Звезды
- Орден «За службу Родине в Вооружённых Силах СССР» 3-й степени
- Двенадцать медалей

## Память
30 апреля 2020 года на доме № 5 по улице Звёздной в городе Обнинске, где Николай Балакирев жил с 1976 года до смерти в 2001 году, установлена мемориальная доска.